# Спортивное скалолазание на летних юношеских Олимпийских играх 2018 — личное многоборье (девушки)

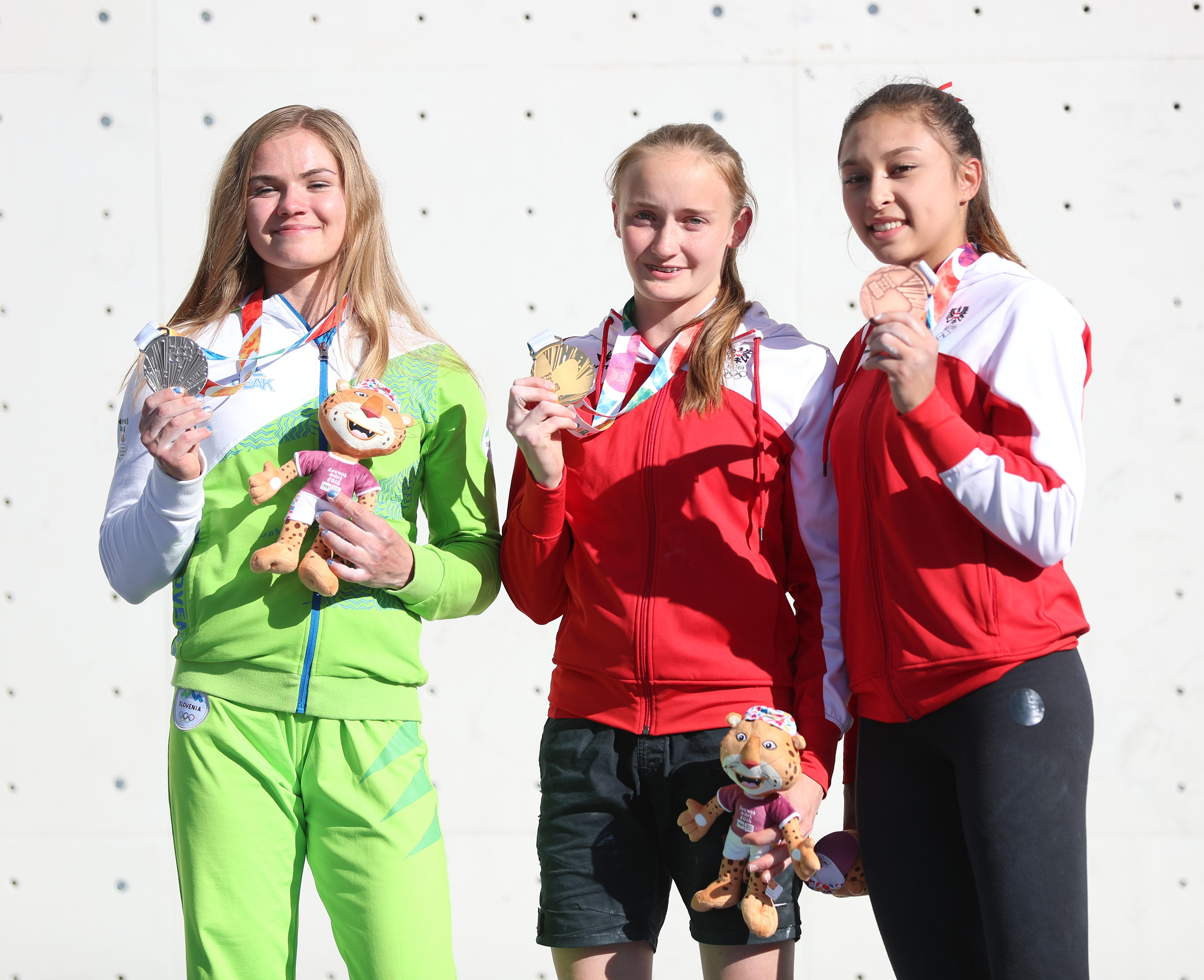
Церемония награждения

Соревнования по спортивному скалолазанию у девушек на летних юношеских Олимпийских играх 2018 года проходили 7 и 9 октября. В соревновании приняла участие 21 спортсменка из 15 стран. Вид спорта дебютирует на юношеских Играх.
Чемпионкой стала спортсменка из Австрии Сандра Леттнер, «серебро» завоевала словенка Вита Лукан, бронзовым призёром стала другая австрийка Лаура Ламмер, которая лидировала до последнего момента, однако стала лишь пятой в лазании на трудность и не смогла удержать «золото». Россиянка Елена Красовская стала в финале пятой, хотя в квалификации показала третий результат. В финале пришлось дважды применить критерии «тай-брейкинга», которые определили обладательниц золотой и бронзовой медалей.

## Медалисты
| Золото                 | Серебро             | Бронза               |
| Сандра Леттнер Австрия | Вита Лукан Словения | Лаура Ламмер Австрия |

## Квалификация
| Место | Страна         | Спортсменка                | С  | Б  | Т  | Очки |   |
| --- | -------------- | -------------------------- | -- | -- | -- | ---- | - |
| 1 | Австрия        | Сандра Леттнер             | 8  | 4  | 1  | 32   | Q |
| 2 | Словения       | Вита Лукан                 | 17 | 3  | 2  | 102  | Q |
| 3 | Россия         | Елена Красовская           | 3  | 6  | 6  | 108  | Q |
| 4 | Япония         | Мао Накамура               | 14 | 1  | 9  | 126  | Q |
| 5 | Германия       | Ханна Мойл                 | 10 | 2  | 7  | 140  | Q |
| 6 | Австрия        | Лаура Ламмер               | 4  | 9  | 4  | 144  | Q |
| \| Не квалифицировались \| Не квалифицировались \| Не квалифицировались \| Не квалифицировались \| Не квалифицировались \| Не квалифицировались \| Не квалифицировались \| Не квалифицировались \| \| -------------------- \| -------------------- \| -------------------------- \| -------------------- \| -------------------- \| -------------------- \| -------------------- \| -------------------- \| \| 7 \| Польша \| Александра Занета Калуцкая \| 1 \| 17 \| 16 \| 272 \| \| \| 8 \| Польша \| Наталия Калуцкая \| 2 \| 12 \| 14 \| 336 \| \| \| 9 \| Аргентина \| Валентина Агуадо \| 6 \| 7 \| 11 \| 462 \| \| \| 10 \| Италия \| Лаура Рогора \| 13 \| 5 \| 8 \| 520 \| \| \| 11 \| Франция \| Нольвен Арк \| 21 \| 10 \| 3 \| 630 \| \| \| 12 \| Чили \| Алехандра Контрерас \| 5 \| 14 \| 10 \| 700 \| \| \| 13 \| Словения \| Лучка Раковец \| 12 \| 13 \| 5 \| 780 \| \| \| 14 \| Россия \| Луиза Емельева \| 9 \| 8 \| 12 \| 864 \| \| \| 15 \| Франция \| Люсиль Сорель \| 7 \| 11 \| 15 \| 1155 \| \| \| 16 \| Таиланд \| Нарада Дисьябут \| 11 \| 15 \| 20 \| 3300 \| \| \| 17 \| Швейцария \| Ханна Херманн \| 15 \| 18 \| 13 \| 3510 \| \| \| 18 \| Канада \| Катерин Каркнер \| 18 \| 16 \| 19 \| 5472 \| \| \| 19 \| ЮАР \| Ангела Лара Экхардт \| 19 \| 20 \| 17 \| 6460 \| \| \| 20 \| Швейцария \| Аннализа Тоньон \| 20 \| 19 \| 18 \| 6840 \| \| \| 21 \| Новая Зеландия \| Сара Тецлафф \| 16 \| 21 \| 21 \| 7056 \| \| |                |                            |    |    |    |      |   |
| Не квалифицировались |                |                            |    |    |    |      |   |
| 7 | Польша         | Александра Занета Калуцкая | 1  | 17 | 16 | 272  |   |
| 8 | Польша         | Наталия Калуцкая           | 2  | 12 | 14 | 336  |   |
| 9 | Аргентина      | Валентина Агуадо           | 6  | 7  | 11 | 462  |   |
| 10 | Италия         | Лаура Рогора               | 13 | 5  | 8  | 520  |   |
| 11 | Франция        | Нольвен Арк                | 21 | 10 | 3  | 630  |   |
| 12 | Чили           | Алехандра Контрерас        | 5  | 14 | 10 | 700  |   |
| 13 | Словения       | Лучка Раковец              | 12 | 13 | 5  | 780  |   |
| 14 | Россия         | Луиза Емельева             | 9  | 8  | 12 | 864  |   |
| 15 | Франция        | Люсиль Сорель              | 7  | 11 | 15 | 1155 |   |
| 16 | Таиланд        | Нарада Дисьябут            | 11 | 15 | 20 | 3300 |   |
| 17 | Швейцария      | Ханна Херманн              | 15 | 18 | 13 | 3510 |   |
| 18 | Канада         | Катерин Каркнер            | 18 | 16 | 19 | 5472 |   |
| 19 | ЮАР            | Ангела Лара Экхардт        | 19 | 20 | 17 | 6460 |   |
| 20 | Швейцария      | Аннализа Тоньон            | 20 | 19 | 18 | 6840 |   |
| 21 | Новая Зеландия | Сара Тецлафф               | 16 | 21 | 21 | 7056 |   |

По результатам квалификации шесть лучших спортсменок выходят в финал. При определении места лучшим становится тот, у кого наименьшая сумма очков, получаемых за счёт умножения занятых мест во всех трёх видах многоборья: лазании на скорость, боулдеринге и лазании на трудность. В случае равенства очков, выше становится тот спортсмен, который был выше своего соперника в двух из трёх дисциплин. В случае, если этот критерий не смог нарушить равенство, то выше становится спортсмен, ранее стартовавший (с меньшим номером биба).
Соревнования в квалификации начались утром в воскресенье 7 октября. В соревнованиях на скорость первые два места заняли польские спортсменки Александра Занета и Наталия Калуцкие, которые не сумели удержать это преимущество, и заняв места в конце таблице в последующих боулдеринге и лазании на трудность, стали лишь седьмой и восьмой, не попав в финал. Зато несмотря на 14 место в первом виде, японка Мао Накамура выиграла соревнования в боулдеринге, и это первое место позволило ей отобраться в финал. Австрийка Сандра Леттнер, выиграв «трудность» и заняв высокие места в других видах (не ниже восьмого), набрала 32 очка, когда как другие девушки завершили квалификацию с результатом не меньше сотни. В квалификации участвовали две россиянки — чемпионка мира 2016 года Елена Красовская, а также Луиза Емельева, но пробиться в финал сумела лишь первая.

## Финал
| Место | Страна   | Спортсменка      | С | Б | Т | Очки |
| ----- | -------- | ---------------- | - | - | - | ---- |
| 1     | Австрия  | Сандра Леттнер   | 3 | 3 | 2 | 18   |
| 2     | Словения | Вита Лукан       | 6 | 1 | 3 | 18   |
| 3     | Австрия  | Лаура Ламмер     | 1 | 4 | 5 | 20   |
| 4     | Германия | Ханна Мойл       | 4 | 5 | 1 | 20   |
| 5     | Россия   | Елена Красовская | 2 | 6 | 4 | 48   |
| 6     | Япония   | Мао Накамура     | 5 | 2 | 6 | 60   |

Финальные соревнования состоялись во вторник 9 октября 2018 года в 9 часов утра по местному времени. Правила подсчёта очков остались теми же в сравнении с квалификацией за исключением критерия в случае равенства очков. Первый критерий остался прежним: выше становится тот, кто был выше в двух из трёх видов, в случае, если этот критерий не помог выявить победителя, выше становится тот, кто занял более высокое место в квалификации. Наконец, третий критерий остался неизменным — выше становится тот, у кого номер биба меньше.
Соревнования на скорость проходили по системе плей-офф: было проведено три четвертьфинала, из которых победители выходили в полуфиналы, а четвёртый из них добирался в качестве лаки-лузера среди проигравших. Соревнования начались с задержки из-за того, что был неисправен таймер, и это выяснилось после того, как в первой четвертьфинальной паре Елена Красовская оказалась быстрее Виты Лукан. На устранение неисправностей ушло около 15 минут, после чего был дан рестарт, и Красовская вновь оказалась лучше. Победителем в этом виде стала австрийка Лаура Ламмер, захватившая лидерство.
Спустя чуть более часа состоялись соревнования в боулдеринге, проходившие на четырёх трассах, также как и в квалификации. Трое девушек смогли достичь «топ» на всех четырёх трассах (Лукан из Словении, Накамура из Японии и австрийка Леттнер), двое спортсменок трижды покорили «топ» и имели в активе одну «зону» (лидировавшая после первого вида австрийка Ламмер и немка Мойл). Россиянка Елена Красовская на второй трассе не смогла достичь даже «зоны», став последней с результатом в 2 «топа» и 3 «зоны». Таким образом, после двух соревнований из трёх лидировала австрийка Лаура Ламмер, и она получила последний стартовый номер в заключительном виде соревнований (на трудность).
Стартовавшая первой немка Ханна Мойл быстрее всех преодолела трассу (за 3 минуты и 43 секунды) и её больше никто не смог обойти. До «топа» добрались четыре спортсменки, причём для «золота» выступавшей под последним стартовым номером австрийке Ламмер достаточно было завершить трассу на четвёртом месте, однако она не смогла достичь «топа», став лишь пятой в лазании на трудность и третьей в сумме. При этом, образовалось сразу два случая равенства очков: Сандра Леттнер стала чемпионкой благодаря тому, что обыграла Виту Лукан в двух дисциплинах из трёх (скорости и трудности), а Ламмер стала выше Ханны Мойл, так как обыграла её в лазании на скорость и боулдеринге.

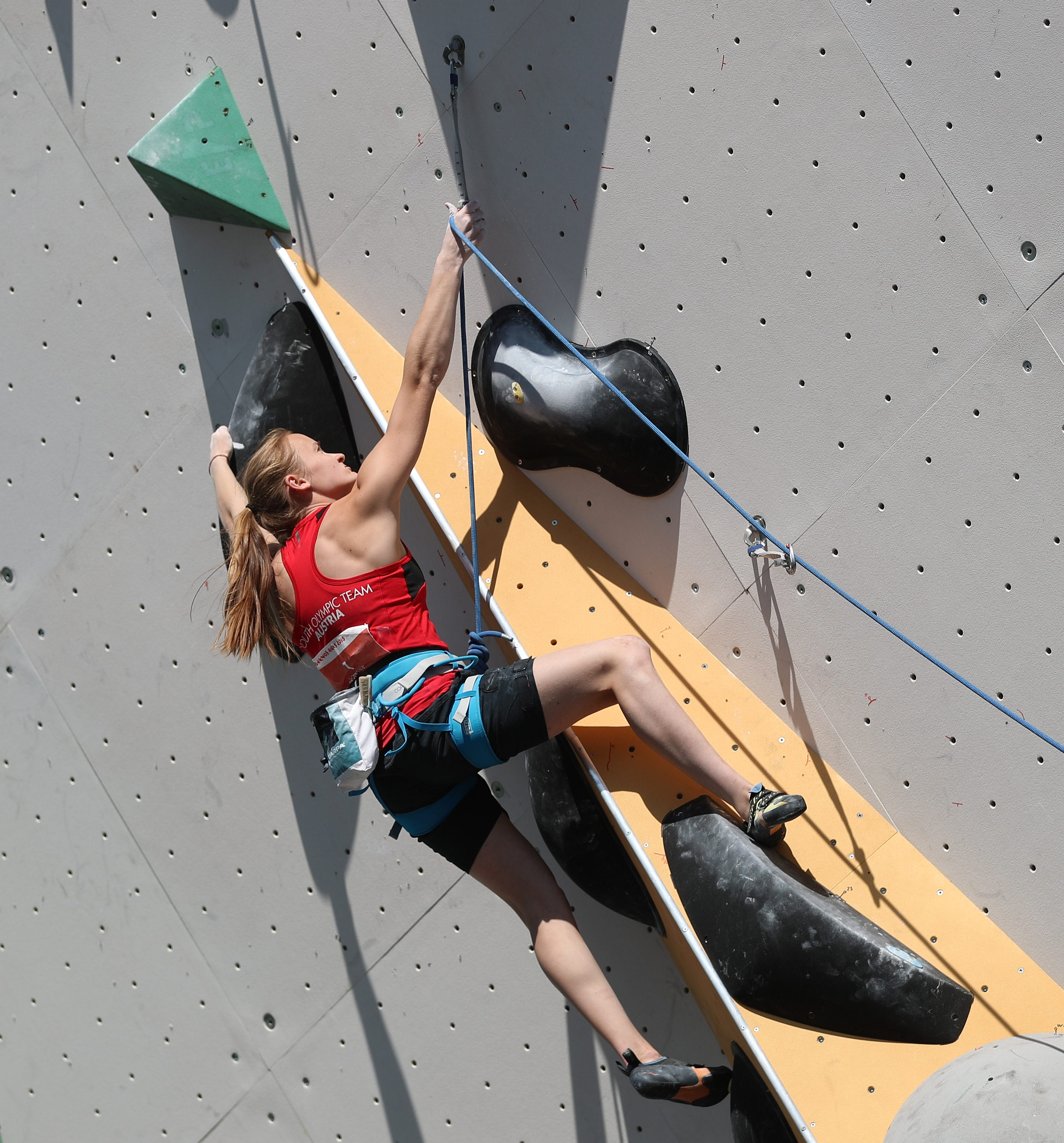
Сандра Леттнер
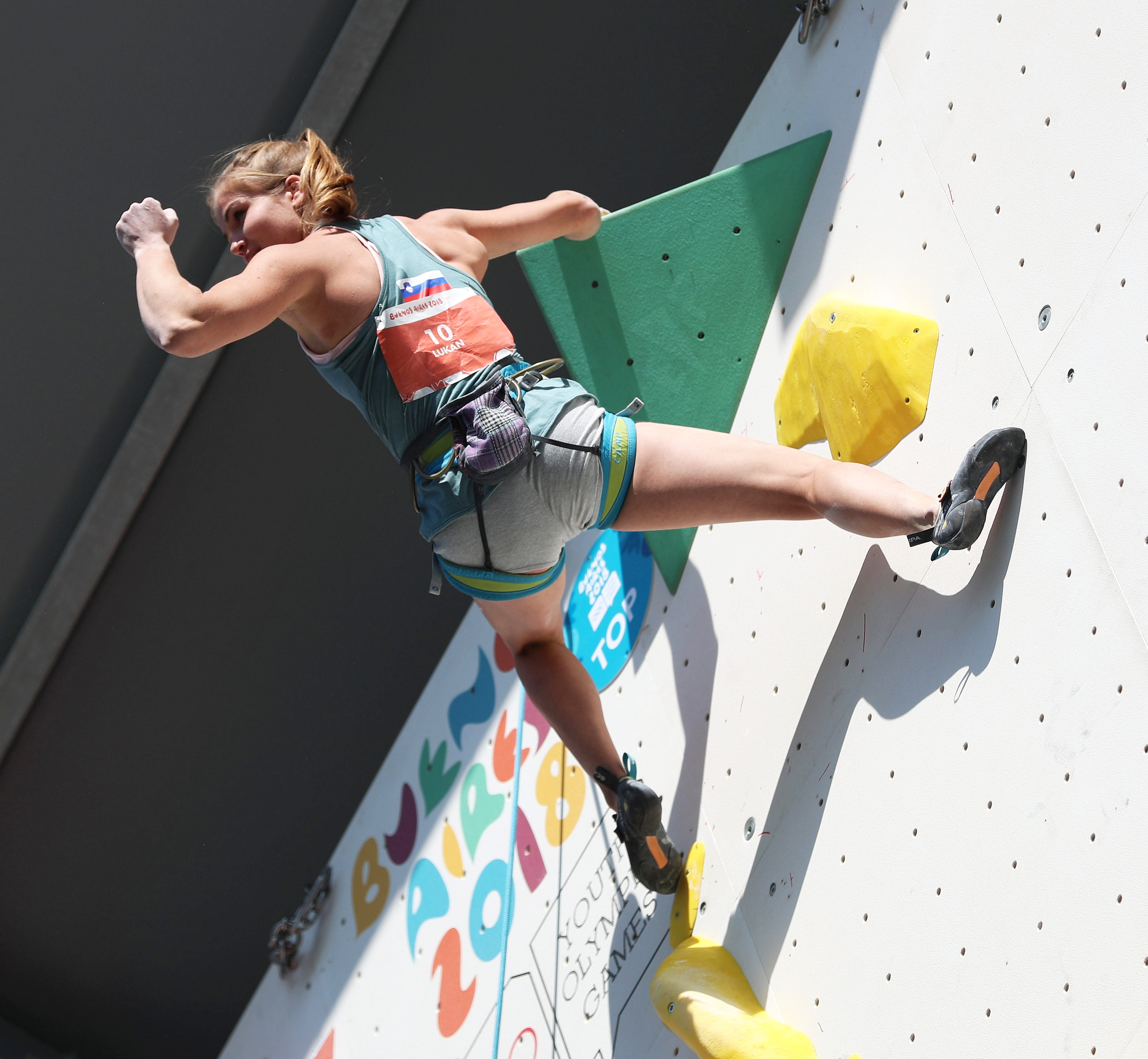
Вита Лукан
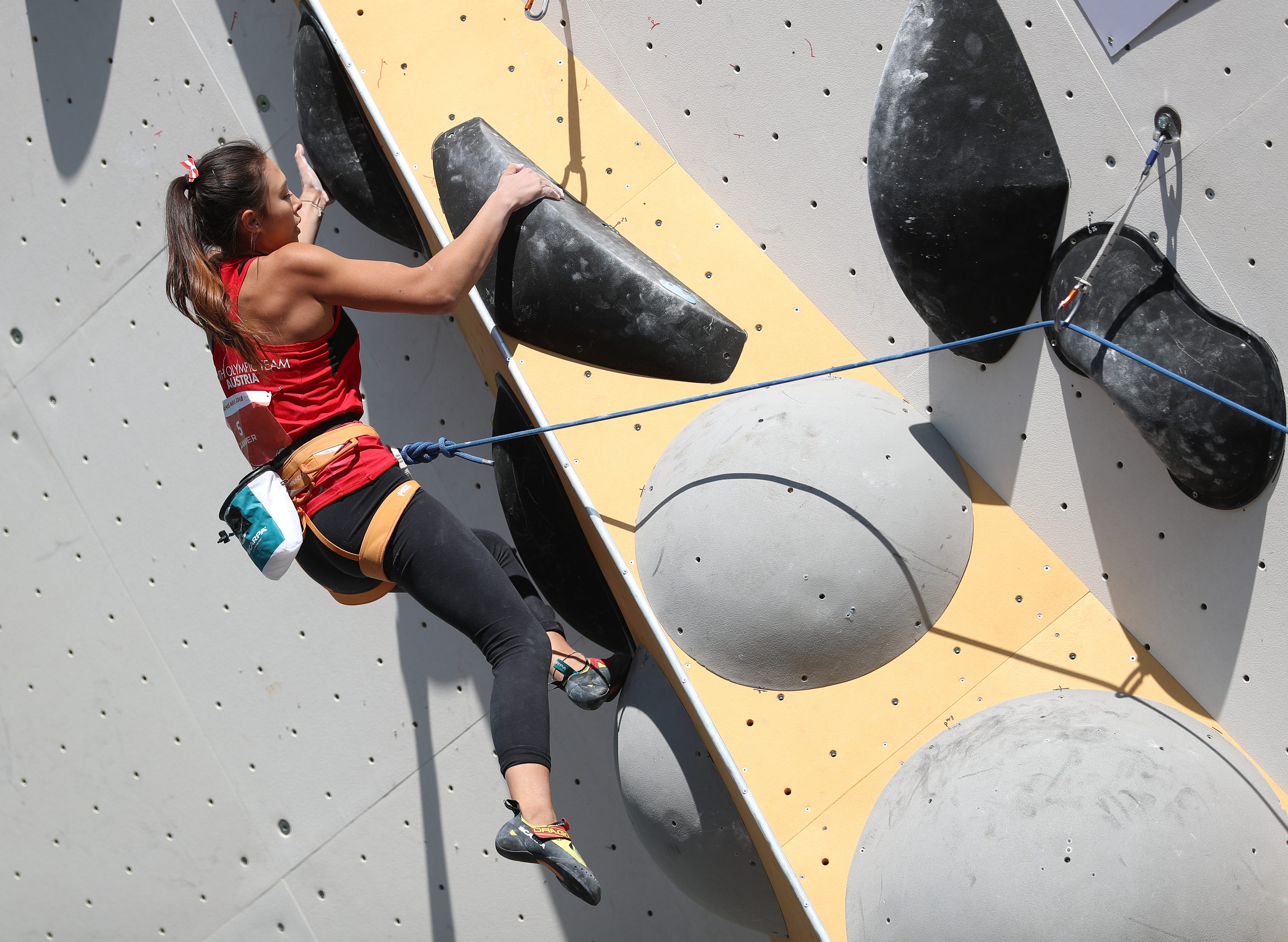
Лаура Ламмер